# Mr. Gibb
Mr. Gibb, noto anche col titolo The Good Student, è un film statunitense del 2006, diretto da David Ostry, con Tim Daly e Hayden Panettiere.

## Trama
Ally Palmer ha un litigio col suo ragazzo Brett, nella scuola superiore che entrambi frequentano. Il ragazzo se ne va senza accompagnarla a casa in auto, come aveva promesso, così il professor Gibb, un loro insegnante, si offre di darle un passaggio. Giunti a casa di Ally, Gibb le consegna un suo compito corretto: ha ricevuto un ottimo voto, e, tutta contenta, la ragazza, impulsivamente ed in innocenza, dà un bacio al professore, scusandosi subito dopo, peraltro, per il proprio comportamento inappropriato. Appena rientra a casa, Ally viene rapita.
Poco tempo dopo appare su un giornale locale una foto del bacio fra i due, scattata verosimilmente da Amber, un’altra alunna del professore, nota per aggirarsi sempre con una macchina fotografica. Ne nasce uno scandalo: Gibb appare come un corruttore di minorenni, e per questo viene sospeso dall’insegnamento, mentre viene malvisto dall’intera popolazione della piccola cittadina, e, come ultima persona che ha visto Ally prima della sua sparizione, è inizialmente il maggiore sospettato di rapimento dalla polizia. Gibb confessa di aver provato attrazione per Ally, ma sostiene anche non essere mai successo nulla di sconveniente fra loro.
Mentre iniziano le ricerche della ragazza scomparsa, suo padre Phil Palmer, un facoltoso venditore di automobili, appare alla TV offrendo spudoratamente grandi sconti per chi avesse acquistato uno dei suoi veicoli, fin tanto che Ally non fosse stata ritrovata. Indignato per questo sfruttamento commerciale della disgrazia che ha colpito la ragazza, Gibb, preoccupato per la sorte di Ally, fronteggia Phil, e fra i due nasce una profonda inimicizia, come quella, si scopre, che vige fra Phil e Brett.
Gibb inizia intanto una relazione con Holly, sua vicina di casa, mentre vengono gradualmente alla luce alcuni inquietanti fatti concernenti la ristretta comunità cittadina: un collega di Gibb gli dice di essere uso a dare buoni voti alle ragazze in cambio di una loro prestazione sessuale, e si scopre che Phil Palmer ha rapporti con la minorenne Amber (e, contemporaneamente, con la madre di lei).
Dopo un tentativo di incastrare il colpevole del rapimento, orchestrato dalla polizia con la collaborazione di Gibb, Ally riappare inaspettatamente a casa, senza che si sia giunti ad un chiarimento riguardo a chi fosse stato il rapitore. Phil viene arrestato per i suoi rapporti illeciti con Amber, mentre Ally e Brett, riconoscenti per l’interessamento del professore durante l’intera vicenda, incontrano Gibb, che, con Holly, si appresta a lasciare la cittadina. Solo allora affiora un indizio su chi possa essere stato il rapitore.